# Station Vechelde
Station Vechelde (Bahnhof Vechelde) is een spoorwegstation in de Duitse plaats Vechelde, in de deelstaat Nedersaksen. Het station ligt aan de spoorlijn Hannover - Braunschweig.

## Indeling
Het station beschikt over twee zijperrons, die niet zijn overkapt, maar voorzien van abri's. De perrons zijn onderling met elkaar verbonden via een voetgangersbrug. Aan beide zijde zijn er parkeerterreinen en fietsenstallingen. Aan de noordzijde bevindt zich een bushalte.

## Verbindingen
De volgende treinseries doen het station Vechelde aan:
| Serie | Treinsoort                       | Route | Bijzonderheden                      |
| ----- | -------------------------------- | --- | ----------------------------------- |
| RE 60 | Regional-Express (Westfalenbahn) | Rheine – Osnabrück Hbf – Bünde (Westf) – Löhne (Westf) – Bad Oeynhausen – Minden (Westf) – Hannover Hbf – Lehrte – Vechelde – Braunschweig Hbf | Ems-Leine-Express 1x per twee uur   |
| RE 70 | Regional-Express (Westfalenbahn) | Bielefeld Hbf – Herford – Löhne (Westf) – Bad Oeynhausen – Minden (Westf) – Hannover Hbf – Lehrte – Vechelde – Braunschweig Hbf                | Weser-Leine-Express 1x per twee uur |

Hannover Hbf ·
Hannover-Kleefeld ·
Hannover Karl-Wiechert-Allee · 
Hannover-Anderten-Misburg ·
Ahlten (Han) ·
Lehrte ·
Hämelerwald ·
Vöhrum ·
Peine ·
Woltorf ·
Sierße ·
Vechelde ·
Groß Gleidingen ·
Broitzem ·
Braunschweig Hauptbahnhof